# Microsoft Fingerprint Reader

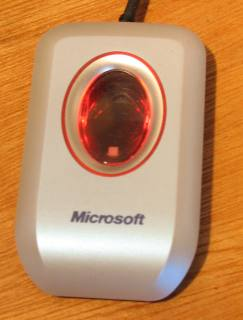
Microsoft Fingerprint Reader

Microsoft Fingerprint Reader é um dispositivo vendido pela Microsoft com o propósito de substituir senhas pelo uso da impressão digital. Lançado em 4 de Setembro de 2004, com seu software original o dispositivo requer Windows XP ou Windows Vista para funcionar.
SDKs de terceiros ampliam a gama de usos do Fingerprint Reader, podendo ser ele usado até mesmo em linux(!).
Apesar de pertencer a mesma empresa, os sistemas operacionais Windows XP 64bits, Windows Vista 64bits, Windows 7 32bits e 64bits não suportam mais este hardware. A empresa não presta esclarecimentos a respeito deste fato.